# Neoclinus blanchardi
Espèce
Synonymes
- Neoclinus satiricus Girard, 1859[2] [3]

Statut de conservation UICN

 LC  : Préoccupation mineure
Neoclinus blanchardi est une espèce de poissons de la famille des Chaenopsidae.

## Répartition et habitat
Cette espèce est présente le long de la côte Ouest des États-Unis et du Mexique, de San Francisco jusqu'à mi-distance de la péninsule Baja California. Ce poisson démersal vit dans la zone néritique entre 3 et 70 m de profondeur.